# Stazione di Tucumán
La stazione di Tucumán (Estación Tucumán in spagnolo) è la stazione ferroviaria della città argentina di San Miguel de Tucumán. Capolinea della linea per Rosario della rete ferroviaria Mitre, dai suoi binari partono treni a lunga percorrenza per Rosario e Buenos Aires operati dalla compagnia statale Trenes Argentinos Operaciones.

## Storia
La stazione fu costruita tra il 1889 ed il 1891 dalla compagnia ferroviaria Ferrocarril Buenos Aires a Rosario.
Dal 2019 il servizio passeggeri termina la sua corsa presso la stazione di Cevil Pozo a causa di un'alluvione che ha danneggiato un ponte sul río Salí.